# Myrmica myrmicoxena
Myrmica myrmicoxena (лат.) — вид мелких муравьёв рода Myrmica (подсемейство мирмицины) длиной около 4—5 мм.

## Распространение
Швейцария (Альпы).

## Описание
Социальный паразит (рабочие отсутствуют). Найден в гнёздах Myrmica lobicornis. Представители этого вида были впервые найдены в Альпах швейцарским энтомологом Огюстом Форелем (A.Forel) ещё в 1874 году, но название и подробное описание автор дал им только в 1895 году.

## Этимология
Назван по своеобразному паразитическому образу жизни.

## Красная книга МСОП
Включены в «Красный список угрожаемых видов» МСОП (англ. IUCN Red List of Threatened Animals) в статусе Vulnerable D2 (таксоны, находящиеся в уязвимости или под угрозой исчезновения).